# Die Fremde
Die Fremde (lit. ‘L'estrangera’) és una pel·lícula de drama de 2010 dirigida per Feo Aladag. L'obra, estrenada el 13 de febrer de 2010 a la Berlinale, va ser seleccionada com la candidata alemanya per competir per l'Oscar a la millor pel·lícula de parla no anglesa de la 83a edició dels Premis de l'Acadèmia.
Basada en la vida de Hatun Sürücü, la pel·lícula relata la solitària lluita que emprèn una mare d'origen turco-alemany per tal d'obtenir la seva emancipació. Confrontada amb dos diferents cultures d'uns irreconciliables valors, la jove serà víctima d'un tràgic desenllaç.

## Argument
Umay, una jove de 25 anys nascuda i educada a Berlín, decideix abandonar Istanbul cansada dels sistemàtics maltractes i vexacions a les quals la sotmet el seu marit turc. Acompanyada del seu petit fill Cem, a Berlín Umay confia rebre el suport de la seva família, la qual es veu inesperadament confrontada entre les tradicionals convencions que regeixen la cultura turca i l'amor per la seva filla.
Quan s'assabenta dels traïdorencs plans del seu pare kade, que ha acabat cedint a la pressió de la comunitat turca i al seu peculiar sentit de l'honor, Umay es nega a retornar Cem al seu pare i la jove no té més remei que apel·lar a la policia per tal de ser alliberada de la casa on ella i el seu fill són retinguts contra voluntat.
Acollits a una residència social, Umay pretén començar una nova i emancipada vida alhora que es nega a trencar els vincles amb els seus pares i germans. Això no obstant, Kade considera que Umay ha humiliat i ferit l'honor de tota la família amb la seva actitud, i rebutja a filla i net mentre demana consell a Turquia.
Els esforços d'Umay per reconciliar la família, controntats als severs valors de la comunitat turca, provocaran una sèrie de violents episodis que culminaran amb un crim d'honor en el qual l'innocent Cem és qui acaba perdent la vida.